# 菊轮打印机

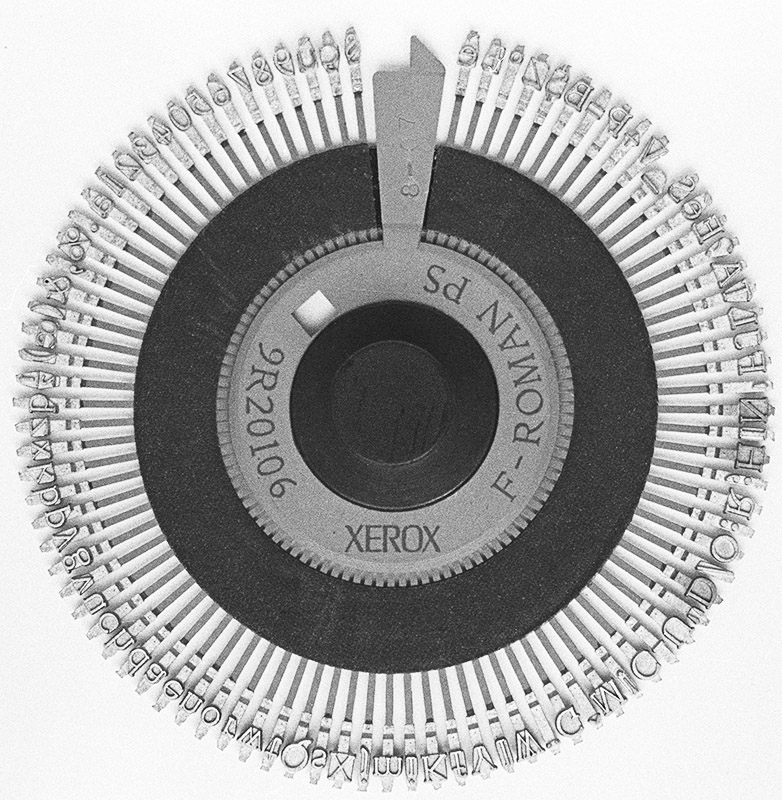
Xerox打印机的金属菊轮

菊轮打印机，一种带互换元件的击打式打印机。打印头是可以互换的，因此操作人员可以选择字体。电子计算机或电子打字机上有个带轮辐的转轮，大概形成一个菊花的形状。